# 本多加奈
本多 加奈（ほんだ かな、1983年9月8日 - ）は、日本の女優。マナセプロダクション系列のエフ・スピリット所属。神奈川県出身。身長161cm。

## 来歴・人物
日本大学芸術学部演劇学科卒業。演出家の串田和美・加藤直・山田和也らに師事。日大芸術学部在学中から、劇団空間ゼリーなどの小劇場公演に出演する。大学3年時には劇団四季・研究所に入所した経歴を持つ。
現在、ミュージカル出演をはじめ、舞台やテレビドラマで活動。

## 出演

### 映画
- ハンドメイドエンジェル（2010年、祭文太郎監督） - 玲奈役

### テレビドラマ
- 金曜時代劇「お江戸吉原事件帖」第1話 （2007年10月26日、テレビ東京） - 桔梗役
- 愛の劇場「再婚一直線!」レギュラー （2008年、TBS） - 渡辺玲子役
- 土曜ワイド劇場「100の資格を持つ女〜ふたりのバツイチ殺人捜査〜5」（2011年10月15日、テレビ朝日） - 水野奈津美役
- 七人の敵がいる! 〜ママたちのPTA奮闘記〜（2012年、東海テレビ制作・フジテレビ系列） - 上杉恵役
- 相棒season11 第12話（2013年1月16日、テレビ朝日）
- 水曜ミステリー9「カメラマン亜愛一郎の迷宮推理」（2013年1月16日、テレビ東京）
- ソロ活女子のススメ5 第7話（2025年5月15日、テレビ東京）- 黄金湯女将 役[1]

### その他
- プレミアムシアター　オペラ「ルサルカ」 指揮：ヤロスラフ・キズリン（2012年3月10日、NHK BSプレミアム）
- 中居正広の金曜日のスマたちへ（2015年12月4日、TBS）

### 舞台
- パパのデモクラシー（2005年、日芸演劇学科舞台公演）
- 周辺飛行〜ボクたちの安部公房〜（2006年、日芸NAP演劇公演）
- そして龍馬は殺された（2007年、神田時来組公演）
- シャバダバダ（2008年）
- 愚か者達へのレクイエム（2008年）
- ブロードウェイ・ミュージカル「サウンド・オブ・ミュージック」（2008年） - リーズル役
- 歓喜の歌（2008年） - 和田美奈子役
- 朗読劇 「苦情の手紙」（2009年）
- 哀しみと息子たち（2009年、ArtistCompany響人公演）[2]
- 「The Musical AIDAアイーダ」～宝塚歌劇「王家に捧ぐ歌」より～（2009年）
- 丹波屋喧嘩物語（2009年、パン・プランニング公演） - 和田美奈子役[3]
- キョロちゃん夢ファンタジーミュージカル2010「キョロちゃんと、ゆかいな仲間の宇宙旅行」（2010年） - メル役
- オペラ「ルサルカ」（2011年）
- 痛快!!時代劇ミュージカル 「バクマツ。」（2013年、ミュージカル座公演）[4]
- ヒューマン・コメディ音楽劇「これから…。」（2014年、見上げたボーイズプロデュース公演）[5]

### CM
- Ponta「ポンパレモール」篇[6]

### VP
- NEC「タッチ」篇

### イベント
- 真琴つばさクリスマスディナーショー2006 - コーラス参加